# Каменик (Шмарє-при-Єлшах)
Каменик (словен. Kamenik) — поселення в общині Шмарє-при-Єлшах, Савинський регіон, Словенія. 
Висота над рівнем моря: 336,2 м.